# Tetradium fraxinifolium
Tetradium fraxinifolium là một loài thực vật có hoa trong họ Cửu lý hương. Loài này được (Hook. f.) T.G. Hartley miêu tả khoa học đầu tiên năm 1981.